# Internetoper
Die Internetoper war ein Netzkunstprojekt des Musiktheaters im Revier Gelsenkirchen in Zusammenarbeit mit RUHR.2010, dem Henze-Projekt und 2010lab.tv. Weitere Partner waren die Neue Philharmonie Westfalen und die HAW Hamburg. Unterstützt wird das Projekt von der Bürgerstiftung Gelsenkirchen und der Stadt Gelsenkirchen.
Es handelte sich dabei um ein interaktives Musiktheaterprojekt in Form einer Website. Auf dieser konnten vom Benutzer erzeugte Videos hochgeladen werden, die sich an bestimmtem Material und dramaturgischen Vorgaben orientierten. Darüber hinaus standen ein kommentierender Blog sowie ein Textchat zur Verfügung. Die interaktive Funktionen waren seit dem 9. Januar 2010 freigeschaltet.

## Idee und dramaturgisches Konzept
Bei einer vorbereitenden Sitzung zum Projekt Ruhr 2010-Kulturhauptstadt Europas äußerte der Generalintendant des Musiktheaters im Revier Michael Schulz erstmals die Idee, ein interaktives Opernprojekt im World Wide Web zu verwirklichen. Die Wahl des Stoffes fiel auf die Geschichte von Manon Lescaut, weshalb das Projekt auch den Untertitel Die Affäre Manon trägt. Internet-Nutzer waren aufgefordert, unter Verwendung vorgegebenen Materials digitale Videofilme zu produzieren und diese anschließend auf der Seite der Internetoper einem breiten Publikum zu präsentieren. Wegen der hohen Hemmschwelle vor der vermeintlichen Hochkultur wurden Kooperationen mit Schulen durchgeführt. Internetbenutzer konnten aus der in fünfzig Episoden aufgeteilten Oper Teile auswählen, und dazu selbst erstellte Videos hochladen und so zum Gesamtkunstwerk beitragen.
Das Projekt verfolgte dabei verschiedene Ziele:
1. Die Gattung Oper sollte als solche hinterfragt werden: Wie funktioniert Oper zu Beginn des 21. Jahrhunderts?
2. Neue Realisationsmöglichkeiten für die Umsetzung von Opern sollten erkundet und erprobt werden, wobei die Herausgeber der Internetoper Wert auf den „spielerischen Ansatz“[9] legten und das Internet als „interaktiv, kommunikativ und anarchisch“[5] begriffen.
3. Ein neues Zielpublikum sollte angesprochen werden.

„Die Internetoper soll die Dynamik und Kreativität, die einzig das Internet und seine Community in ihrer Vielfalt freizusetzen vermag, mit der Faszination Oper und ihrer erzählerischen Dichte verbinden und dadurch neue Erzählformen, Interpretationsmöglichkeiten und Bildästhetiken schaffen. Sie hebt durch die Notwendigkeit der Mitgestaltung die Trennung in darstellenden Künstler und rezipierendes Publikum auf. Das Besondere an der Internetoper ist, dass sie erst im World Wide Web als Gesamtkunstwerk Oper entsteht, die Bühne wird die Vielfalt der Stadt, der Region, der Welt und derjenigen Räume sein, die sich die Menschen für die Erzählung dieser spannenden Amour fou zwischen Manon Lescaut und dem Chevalier des Grieux wünschen und wählen.“

## Umsetzung
Die fiktive Geschichte wurde erstmals 1731 von Abbé Prévost als Roman Histoire du Chevalier Des Grieux et de Manon Lescaut (dt. Geschichte des Chevalier Des Grieux und der Manon Lescaut) veröffentlicht und anschließend von mehreren Komponisten vertont. Zusammen mit dem Prosatext von Abbé Prévost bilden die Vertonung von Giacomo Puccini (Manon Lescaut) und die unter dem Titel Boulevard Solitude bekannte Umsetzung von Hans Werner Henze die Stoffgrundlage des Projektes.
Die Dramaturgen und Regisseure des Musiktheaters im Revier erarbeiteten aus dem Material der drei Vorlagen ein Storyboard in 50 Teilen. Dieses wurde dem User in Form durchnummerierter Szenenbeschreibungen in der „Toolbox“ präsentiert, wobei an dieser Stelle auch unverbindliche Inszenierungsvorschläge zu finden waren. Ebenso standen zu jeder Episode ein maximal dreiminütiger Musikausschnitt zur Verfügung. Diese Audioaufnahmen wurden bis zur Jahresmitte 2010 von Solisten und dem Opernchor des Musiktheaters im Revier sowie der Neuen Philharmonie Westfalen unter der Leitung ihres Chefdirigenten Rasmus Baumann in Zusammenarbeit mit dem Studiengang Medientechnik der Hochschule für angewandte Wissenschaften Hamburg eingespielt und waren in drei Varianten verfügbar:
1. Als Audiodatei zum Download für registrierte Nutzer, die Orchesterstimmen und Gesang beinhaltete.
2. Als Audiodatei zum Download für registrierte Nutzer, die nur die Orchesterstimme beinhaltete.
3. Als Orchestervideo in Form eines Streaming-Videos.[12]

Darüber hinaus stellte die Website den Text der Romanvorlage in deutscher Übersetzung, die beiden Libretti sowie Inhaltsangaben zu allen drei Werken zur Verfügung. Wenn der User ein Video unter Zuhilfenahme dieses Materials erstellt hatte, konnte er es der Online-Community auf der Website der Internetoper präsentieren und dort zur Diskussion stellen. Dabei übertrug der Nutzer den Herausgebern ein weltweites, nicht-exklusives und gebührenfreies Nutzungsrecht an seinem Beitrag.
Am 18. Dezember 2010 wurde im Rahmen der Abschlussveranstaltung der RUHR.2010 durch Primaballerina Jessica Mezey und den Kölner Regisseur Kim Anderson eine Multimedia-Performance zur Netzoper aufgeführt.
Als Folge eines Programmes mit Schulklassen wurden zudem im Juli 2011 mehrere Auszeichnungen an teilnehmende Schüler des Projektes verliehen.